# Шват
Шват (Шева́т; ивр. שְׁבָט‎) — пятый месяц еврейского года, начинающегося в месяце Тишрей, либо одиннадцатый при отсчёте от Нисана, называемого в Торе первым месяцем. Соответствует обычно январю-февралю. Всегда состоит из 30 дней.
В современном иврите произносится как шват. В произношении европейских евреев — швот. По правилам, установленным в Тверии в X веке, должен произноситься между шеват и шевот.
Название месяца — из аккадского языка в период вавилонского пленения. На аккадском слово шабату, по-видимому, означало удар, относящееся к сильным дождям.
Название этого месяца впервые упомянуто у пророка Захарии.
15 швата отмечается Ту би-Шват («Новый год деревьев»). Этот день принято посвящать посадкам новых деревьев.
Месяцу Шват соответствует созвездие Водолей (на иврите Дли — «ведро»).